# Agon (teatr)
Agon (stgr. ἀγών – zawody) – centralny element budowy komedii starogreckiej przedstawiający spór dwóch postaci o odmiennych racjach, z których jedna odnosi zwycięstwo nad drugą. W agonie najdobitniej uwidacznia się ideologia sztuki.
Agon zbudowany był z 8 części. Rozpoczynała go odè, czyli pieśń chóru. Po niej następowało będące zachętą do przedstawienia swoich racji katakeleusmos. Trzecim elementem jest epirrhema, czyli mowa właściwa jednego z uczestników sporu. Epirrhema przechodziła następnie w będące punktem kulminacyjnym argumentacji pingos (gr. duszenie się) zwyczajowo wymawiane na jednym oddechu. Powyższym czterem elementom odpowiadały antodè, antikatakeleusmos, antepirrhema i antipingos z tą różnicą, że tym razem to druga strona sporu zabierała głos. 
Agon bywał niekiedy poprzedzony rozpadem chóru na dwa przeciwstawne obozy spierające się ze sobą. 
Ze względu na konstytuującą agon merytoryczną dyskusję, komedia starogrecka jest ważnym źródłem wiedzy o początkach sztuki retorycznej w starożytnej Grecji.